# خوسيه فرناندو أوليفيرا دي أغيار جونيور
خوسيه فرناندو أوليفيرا دي أغيار جونيور هو لاعب كرة قدم برازيلي في مركز الدفاع، ولد في 17 نوفمبر 1991 في بورتو أليغري في البرازيل. لعب مع رويال إكسل موسكرون ونادي بالميراس ونادي بوا إيسبورت ونادي بونتي بريتا ونادي بينابولينيزي ونادي ميراسول.

## وصلات خارجية
- خوسيه فرناندو أوليفيرا دي أغيار جونيور على موقع Soccerway.com (الإنجليزية)